# Bourguyiinae
Sous-famille
Les Bourguyiinae sont une sous-famille d'opilions laniatores de la famille des Gonyleptidae.

## Distribution
Les espèces de cette sous-famille sont endémiques du Brésil. Elles se rencontrent dans les États du Minas Gerais, de Rio de Janeiro, de São Paulo et du Paraná.

## Liste des genres
Selon World Catalogue of Opiliones (17/08/2021) :
- Asarcus Koch, 1839
- Bourguyia Mello-Leitão, 1923

## Publication originale
- Mello-Leitão, 1923 : « Opiliones Laniatores do Brasil. » Archivos do Museu Nacional do Rio de Janeiro, vol. 24, p. 107–197 (texte intégral).